# Deep States
Deep States (с англ. — «Глубинные государства») — третий студийный альбом австралийской рок-группы Tropical Fuck Storm. Он был выпущен 20 августа 2021 года лейблами Joyful Noise Recordings и TFS Records. Запись альбома проходила во время пандемии COVID-19, процесс записи был нетрадиционным и включал в себя множество экспериментов. В музыке прослеживается целый ряд разнообразных влияний, и её по-разному называют арт-роком, нойз-роком и психоделическим роком. В лирическом плане альбом посвящён социальным и эмоциональным последствиям пандемии, многие песни также затрагивают такие темы, как теории заговора, поляризация социальных сетей, коррупция, смерть, а иногда даже содержат научно-фантастические темы.
Deep States получил положительные отзывы критиков, дебютировав на 7 месте в чарте ARIA Charts — это самое высокое место группы на сегодняшний день. На церемонии ARIA Music Awards 2021 года альбом получил награду в номинации «Лучший хард-рок или хэви-метал альбом».

## История
В течение первых шести месяцев пандемии, начавшейся через несколько месяцев после выхода второго альбома Braindrops и серии промо-туров по Австралии, Северной Америке и Европе, вокалист/гитарист Гарет Лиддиард отмечал, что находился «в состоянии музыкальной засухи, когда чувство нигилизма просачивалось сквозь состояние мира. Однако в конце концов музыка снова начала звучать, и песни, связанные с тем, что мы все чувствовали и видели, пришли в движение». Пандемия также заставила группу отменить весенний тур по Северной Америке, который они объявили в январе 2020 года. Об отмене тура было объявлено за несколько недель до его запланированного начала через пост в Instagram, где они пообещали, что вместо этого будут работать над новым материалом.

## Обложка
Джо Беккер, который создал обложки для обоих предыдущих альбомов группы, также стал автором обложки для Deep States.

## Отзывы
| Совокупная оценка         | Совокупная оценка |
| Источник                  | Оценка            |
| ------------------------- | ----------------- |
| AnyDecentMusic?           | 6.6/10            |
| Metacritic                | 79/100            |
| Оценки критиков           |                   |
| Источник                  | Оценка            |
| AllMusic                  | [ 6 ]             |
| Beats Per Minute          | 75%               |
| DIY                       | [ 20 ]            |
| Kerrang!                  | [ 7 ]             |
| The Line of Best Fit      | 3/10              |
| Louder                    | [ 21 ]            |
| Mojo                      | [ 22 ]            |
| Sputnikmusic              | [ 23 ]            |
| The Sydney Morning Herald | [ 24 ]            |
| Uncut                     | 8/10              |

Альбом получил положительные отзывы музыкальной критики и интернет-изданий: Allmusic.
На интернет-агрегаторе Metacritic, который присваивает нормализованный рейтинг из 100 баллов по рецензиям основных изданий, альбом получил средний балл 79 на основе 9 рецензий, что свидетельствует о «благоприятных отзывах».
MiloRuggles оценил альбом как «серию тщательно отрепетированных взрывов, и просеивание этого мусора в поисках конкретных ярких моментов представляет собой уникальную задачу, поскольку как только вы выбираете одну вещь, чтобы посмотреть на неё, что-то ещё привлекает ваше внимание». «Deep States», — пишет он, — «избегает душного интеллектуализма или политических слов в своей аппроксимации современного горя и становится захватывающим дистиллятором того, насколько чертовски странным является мир». Лиам Мартин написал, что альбом «охватывает больше, чем безумие, вызванное изоляцией, межпространственная призма, через которую фильтруется их звук, отражает чувство беспомощности перед лицом все более странной, перегруженной информацией реальности. Как и в случае с их последним альбомом, часто бывает трудно понять, что именно происходит в музыке, поскольку она визжит и корчится, иногда на грани восприятия, в удивительно разрозненной манере. Но при этом она каким-то образом не разваливается на куски, сохраняя хотя бы видимость целостности. На самом деле, вторая половина содержит некоторые из их самых простых песен, выступая в качестве столь же блестящего противовеса их более хаотичной стороне». Энни Толлер из The Sydney Morning Herald описала его как «водоворот в стиле Пинчона, группу засасывает в состояние апатии и хаоса — но, по крайней мере, они делают это весело». Александр Смирнов из Beats Per Minute даже назвал его «одной из самых мрачных записей эпохи пандемии».
Deep States также получил неблагоприятные отзывы. Элвис Трилуэлл из DIY назвал альбом «временами трудным для прослушивания», а его песни описал как «безжалостный шквал бьющих по ушам осколков; хрустящие, продирающие кожу ритмы, которые вгрызаются в хрупкие поверхности черепа; в довершение всего — лирический парад мрачных упыриных образов, без порицания затрагивающих психологические последствия пандемии». Негативная рецензия поступила от Робина Ферриса из The Line of Best Fit, который назвал альбом «чистым хаосом» (в отличие от «организованного хаоса» их предыдущих альбомов) и описал его песни как «ранние 70-е Can в исполнении шестилетних детей. Любое ощущение сумасбродной, lo-fi привлекательности или краут-рок-ианской зрелищности было уничтожено невразумительным, глубоко прожаренным вокалом Гарета Лиддиарда и некоторыми очень отвлекающими продюсерскими решениями». Они заключают: «ничто в Deep States не кажется подлинно трипповым, подлинно мрачным или подлинно странным. Почти каждый элемент кажется вынужденным и ошибочным, будь то исполнение, написание песен или продюсирование».

### Итоговые списки
| Публикация | Страна    | Список                                | Ранг |
| ---------- | --------- | ------------------------------------- | ---- |
| Double J   | Australia | The 50 best albums of 2021            | 30   |
| Junkee     | Australia | The Best Albums Of 2021               | -    |
| NME        | UK        | The 25 best Australian albums of 2021 | 11   |

### Награды и номинации
Альбом был номинирован на премию ARIA Awards 2021 года и в итоге получил награду за лучший альбом в жанре хард-рок или хэви-метал. Он также был включён в лонг-лист Австралийской музыкальной премии Australian Music Prize 2021 года.

## Список композиций
Слова и музыка всех песен — Tropical Fuck Storm.
| №                   | Название                         | Длительность |
| ------------------- | -------------------------------- | ------------ |
| 1.                  | «The Greatest Story Ever Told»   | 5:04         |
| 2.                  | «G.A.F.F.»                       | 5:17         |
| 3.                  | «Blue Beam Baby»                 | 5:09         |
| 4.                  | «Suburbiopia»                    | 4:00         |
| 5.                  | «Bumma Sanger»                   | 4:53         |
| 6.                  | «The Donkey»                     | 7:13         |
| 7.                  | «Reporting of a Failed Campaign» | 5:38         |
| 8.                  | «New Romeo Agent»                | 4:53         |
| 9.                  | «Legal Ghost»                    | 6:05         |
| 10.                 | «The Confinement of the Quarks»  | 2:25         |
| Общая длительность: | Общая длительность:              | 50:31        |

## Чарты
| Чарт (2021)                          | Высшая позиция |
| ------------------------------------ | -------------- |
| Австралия (ARIA)                     | 7              |
| Австралия (Independent Label Albums) | 1              |